# Internet Archive Scholar
Internet Archive Scholar es un motor de búsqueda académica creado por Internet Archive en 2020. En febrero de 2024, contenía más de 35 millones de artículos de investigación con acceso a texto completo. Los materiales disponibles provienen de tres formas diferentes: contenido identificado por Wayback Machine, material impreso digitalizado y fuentes como cargas de usuarios y colecciones de asociaciones.